# مهندسی و فناوری تی‌جی اینووا
مهندسی و فناوری تی‌جی اینووا (TJ Innova Engineering & Technology Co. , Ltd. 上海同济同捷科技股份有限公司) که به اختصار تی‌جی‌آی نیز نامیده می‌شود، یک شرکت طراحی خصوصی برای صنعت خودرو است. آنها در ایجاد مفاهیم خودرو و در ساخت مطالعات طراحی و خودروهای مفهومی تخصص دارند. این شرکت در سال ۱۹۹۹ توسط دو فرد به نام‌های لیلد تجی و تانگ جیان تأسیس شد. این شرکت در شانگهای واقع شده‌است.

## تاریخچه
لیلد تجی کار خود در صنعت خودرو را در سال ۱۹۸۹ با همکاری با فرست اتوموتیو ورکس و در ارتباط با موسسه تحقیقات خودرو چانگچون و دانشگاه صنعت هاربین آغاز کرد. دو سال بعد او مؤسسه فناوری خودرو را به‌عنوان بخشی از گروه اف‌ای‌دبلیو تأسیس کرد. او برای اولین بار خود را وقف ایجاد مطالعات طراحی کرد. در سال ۱۹۹۹، او تی‌جی‌آی را تأسیس کرد که اولین شرکت مستقل او به حساب می‌آمد. تی‌جی‌آی برای بسیاری از شرکت‌های چینی و ژاپنی کار می‌کرد.
تی‌جی‌آی اولین شرکت چینی بود که از ابزارهای دیجیتال مدرن مانند 3D CAD استفاده می‌کرد. در حال حاضر این شرکت بیش از هزار و چهارصد کارگر دارد و سفارش‌هایی از بسیاری از شرکت‌های مشهور چینی و ژاپنی دریافت می‌کند. از خودروهایی که توسط تی‌جی‌آی طراحی شده‌اند می‌توان به لیفان ۵۲۰، سوئیست/میتسوبیشی زینگر و سوئیست لیونسل اشاره نمود. مشهورترین خودروی مفهومی تی‌جی‌آی، خودروی سوپراسپرت تی‌جی اینووا لایتنینگ است که در اولین نسل خود در نمایشگاه خودرو شانگهای ۲۰۰۵ به نمایش درآمد. نسل اول این خودرو شبیه به فراری ۵۹۹ جی‌تی‌بی که یک سال دیرتر از آن معرفی شد بود. نسل دوم این خودرو که در سال ۲۰۰۹ ارائه شد، شباهت‌هایی به مازراتی گرن‌توریزمو و آستون مارتین دی‌بی۹ داشت. تی‌جی اینووا یک نام تجاری و علامت تجاری ثبت‌شده می‌باشد. تی‌جی‌آی در حال حاضر جوایز متعددی مانند شرکت جدید با بیشترین رشد، جایزه نخبگان نوآوری منطقه دلتای یانگ تسه، جایزه پیشرفت علم و فناوری و جایزه مشارکت ویژه برای طراحی مستقل دریافت کرده‌است.